# Samba Riachâo
Samba Riachâo es una película del año 2001.

## Sinopsis
En este documental se recorre los caminos sinuosos de la vida de un artista popular negro, pobre y famoso. Hombre bueno de Garcia, barrio de Salvador, reducto de tradiciones populares, Riachão es una leyenda viva de la samba de las calles de la vieja Bahía. Es muy interesante verlo tocar su trombón imaginario buscando el tono ideal, como si conversara con Dios.

## Premios
- 34° Festival de Brasilia